# Iglesia de la Madre de Dios de Tsirkoli
La iglesia de la Madre de Dios de Tsirkoli (en georgiano: წირქოლის ღვთისმშობლის ეკლესია) o iglesia de Tsirkoli es una iglesia ortodoxa georgiana del siglo VIII al IX ubicada cerca del pueblo de Tsirkoli en el valle del río Ksani. Combina las características de los diseños de las iglesias con cúpula y sin cúpula y se clasifica como perteneciente al "período de transición" de la arquitectura georgiana medieval. El área, parte del municipio de Akhalgori, quedó bajo control de las fuerzas rusas y de Osetia del Sur durante la guerra ruso-georgiana de agosto de 2008. Como resultado, el clero y parroquia georgianos perdieron el acceso a la iglesia, que está inscrita en los Monumentos culturales inamovibles de importancia nacional de Georgia.

## Ubicación
La iglesia Tsirkoli de la Madre de Dios se encuentra al noroeste del pueblo de Tsirkoli, en el margen derecha del río Ksani. El pueblo, también conocido como Tsirkvali en los registros históricos, se menciona por primera vez en las crónicas georgianas medievales cuando se relatan acontecimientos del año  975. Cuenta, además, con otra iglesia medieval dedicada a San Jorge y con una fortaleza en ruinas, ubicada cerca.

## Diseño
La iglesia de la Madre de Dios está construida de toba porosa. La cúpula está ubicada en el centro, sin tambor, descansando sobre trompas y abovedada con un techo a dos aguas, impartiendo una apariencia exterior de un edificio de una sola nave. En el extremo este del interior hay un santuario, con un ábside semicircular y cámaras laterales. La parte oeste del interior es de dos pisos, cada piso conectado a la bahía central a través de un par de aberturas arqueadas. La fachada este tiene un frontón, coronado por una simple cornisa. Entre el frontón y una ventana de doble arco hay un gran hueco rectangular, probablemente hecho para acomodar una inscripción, un proyecto que no se materializó. En el centro de la fachada sur hay tres nichos arqueados interconectados coronados por una doble ventana, que está adornada con exquisitas tallas de piedra. El nicho central sirve como puerta de entrada al edificio. Una inscripción en piedra de la iglesia, hecha en la escritura georgiana medieval asomtavruli y que menciona al rey León III de Abjasia, data del período de 957–967 y se conserva en el Museo Nacional de Georgia en Tbilisi. El diseño de la cúpula y la fachada este son inusuales en la arquitectura de la iglesia medieval georgiana.
El interior contiene fragmentos de frescos de los siglos X y XI. Mejor conservadas son las representaciones de los santos Febronia y Marianus, con inscripciones georgianas identificativas, en la bahía central. Además, hay alrededor de una docena de grafitis en la iglesia, datados paleográficamente desde el siglo XIV hasta el XVII, conmemorativos o dejados por peregrinos.

## Estado actual
La iglesia, significativamente dañada por un terremoto, fue sustancialmente reparada por el gobierno entre 2006 y 2008. Después de la guerra ruso-georgiana de 2008, los georgianos no pudieron seguir accediendo a la iglesia. En agosto de 2009, Georgia acusó a Rusia de poner en riesgo los monumentos históricos Tsirkoli debido a las nuevas instalaciones militares en el área.